# Margel Hinder

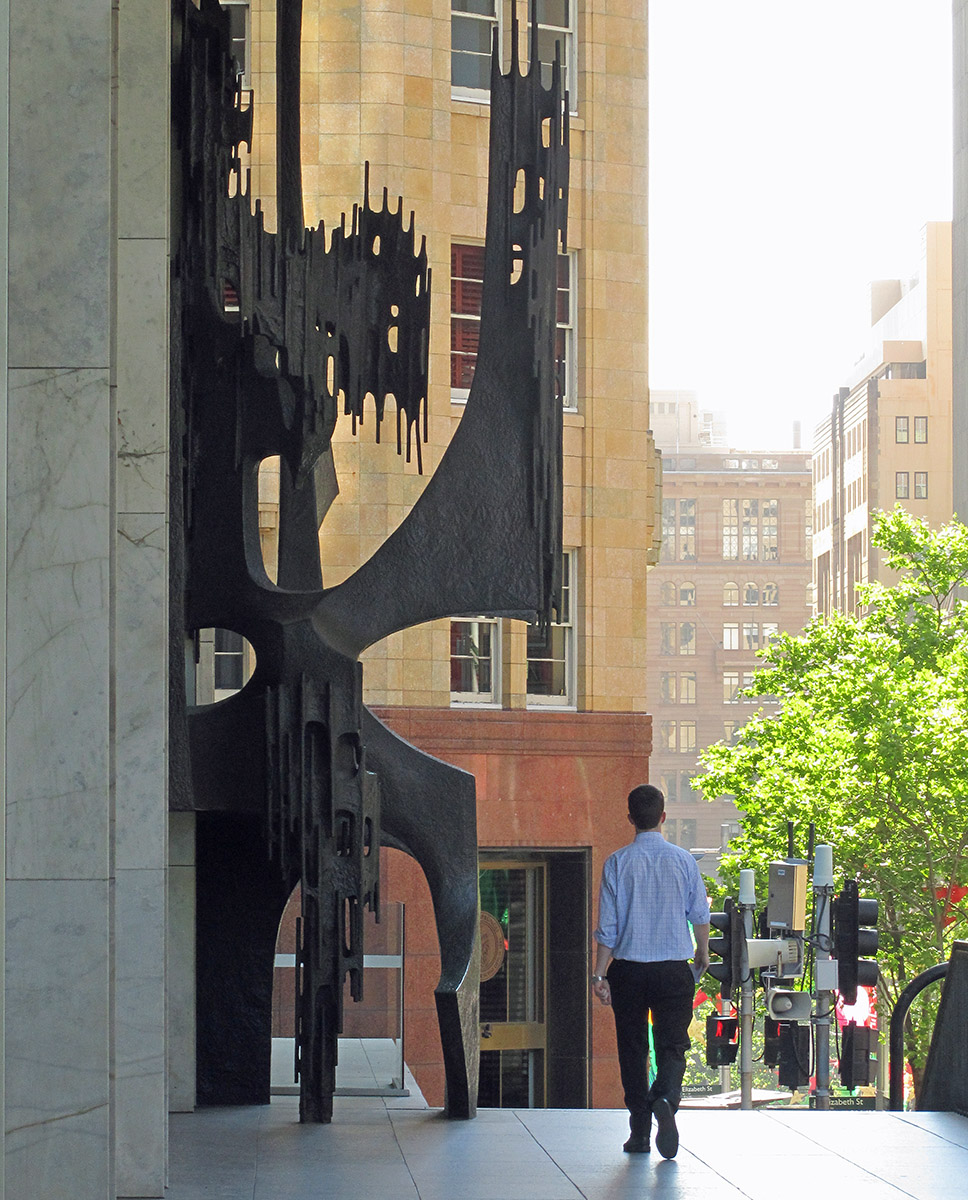
Abstrakte Skulptur (1964), Sydney

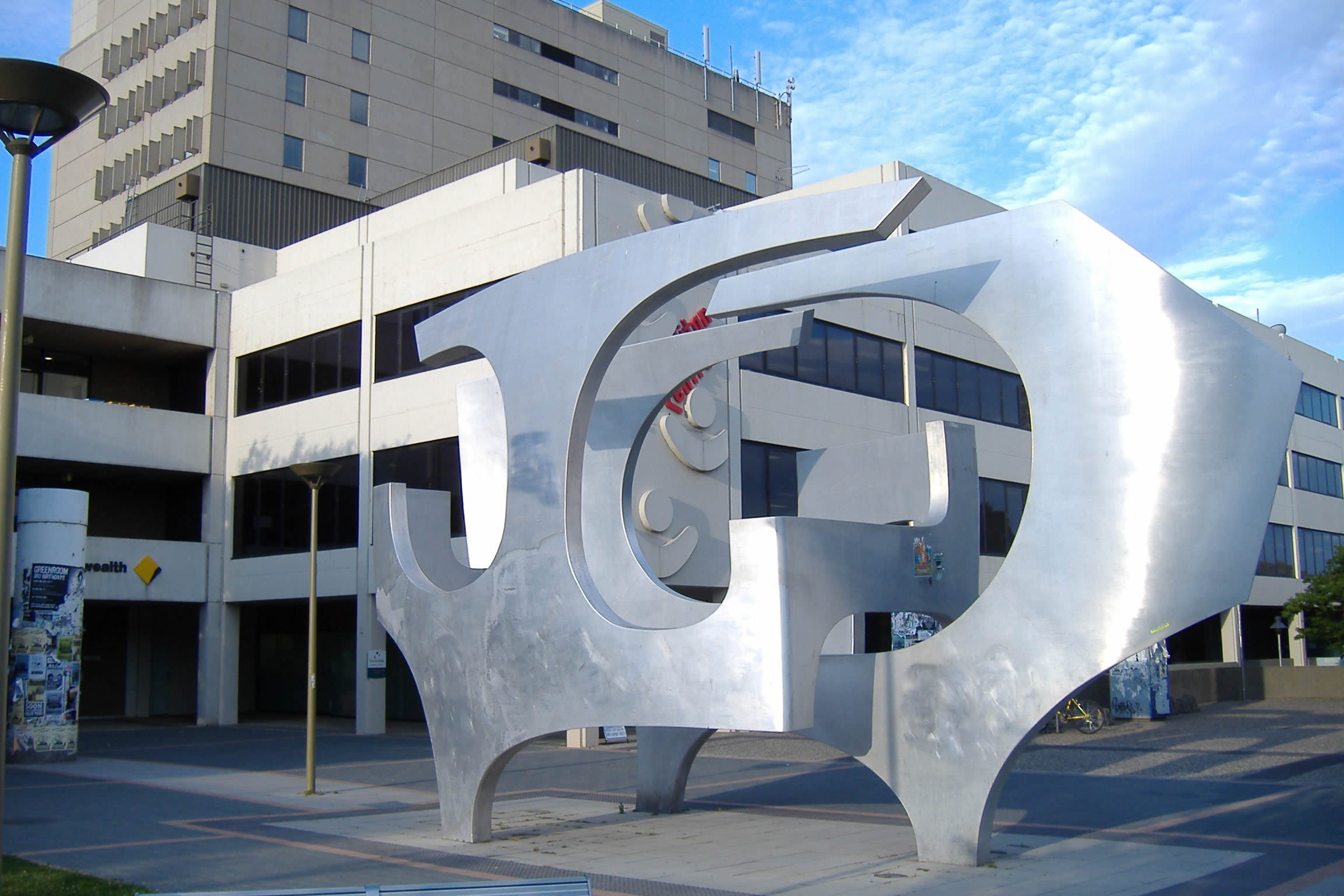
Skulpturale Form (1972), Canberra

Margel Ina Hinder (* 4. Januar 1905 in New York, USA; † 1995 in Sydney, Australien) war eine US-amerikanisch-australische Bildhauerin. Sie zählt zur Gruppe der ersten abstrakten Bildhauer Australiens.

## Leben und Werk
Margel Harris war die Tochter von kunstinteressierten Eltern. In ihrem fünften Lebensjahr verzog die Familie nach Buffalo, wo sie in der Nähe einer Galerie wohnte und Kontakte zu Bildhauern hatte. 1925 begann sie eine Kunstausbildung an der Buffalo Fine Arts Academy und von 1926 bis 1929 an der School of Fine Arts in Boston. Sie nahm an einem Sommerseminar an der Moriah Summer School teil, traf den australischen Maler und Bildhauer Frank Hinder, der ab 1927 in den USA ausgebildet worden war, den sie 1930 heiratete. Sie unternahm 1934 eine Reise nach Taos in Amerikas New Mexico, wo Margel Hinder Bekanntschaft mit der Kultur der Pueblo-Kultur von Taos machte. Sie emigrierte mit ihrem Mann im gleichen Jahr nach Sydney in Australien.
Ihre ersten Werke waren Holzskulpturen, die von den Werken von Constantin Brâncuși und Aristide Maillol beeinflusst waren.
In den 1940er Jahren wurden jedoch ihre Arbeiten von den europäischen Konstruktivisten Naum Gabo und László Moholy-Nagy beeinflusst und sie experimentierte mit Draht und Plastik.
Bis 1952 ließ sie sich in ihren Werken von ihrer unmittelbaren Umgebung inspirieren wie von den Vögeln und den Currawongs 1946. Sie arbeitete gemeinsam mit dem Bildhauer Gerald Lewers, der sie lehrte, Bewegung in Formen zu bringen.
Ab 1953 verwendete sie neben dem Material Holz auch Metall, wobei sie sich von den Werken von Naum Gabo inspirieren ließ, auch experimentierte sie mit Kinetischer Kunst. In ihrer späteren Karriere fertigte sie Großskulpturen wie den Captain Cook Memorial Fountain im Civic Park, Newcastle, 1961–1966.
Margel Hinder wurde für ihre Arbeiten mit der Australia Medal, General Division, und 1979 mit dem Order of Australia geehrt.

## Werke (Auswahl)
- 1939 Man with jackhammer, National Gallery of Victoria in Melbourne
- 1949 Garden Sculpture, Art Gallery of New South Wales in Sydney
- 1959 Abstract Sculpture, Sydney
- 1960 Objekte vor dem Carlton-Rex Hotel in Sydney und Canberra-Rex Hotel in Canberra
- 1961–1966 Captain Cook Memorial Fountain in Newcastle
- 1963 Revolving Sphere, Monaro Mall in Canberra
- 1964 Free-Standing Sculpture, Reserve Bank of Australia in Sydney
- 1966 Captain James Cook Memorial Fountain, Civic Park in Newcastle
- 1972 Sculptural Form, Woden Town Square in Canberra
- 1973 Free-Standing Sculpture, Telekommunikationsgebäude in Adelaide
- 1979 Interlock 1979-2[3], Deakin University in Geelong